# 1827 v loďstvech
Tento článek obsahuje významné události v oblasti loďstev v roce 1827.

## Události
20. říjen – spojená flota britských, francouzský a ruských lodí pod velením admirála Codringtona rozstřílela turecké lodě admirála Ibrahima paši v bitvě u Navarina